# Pæon-familien
Pæon-familien (Paeoniaceae) er en lille familie med kun én slægt, nemlig nedenstående. Arterne er udbredt på den nordlige halvkugle. Hele familien er kendetegnet ved, at de er stauder eller halvbuske. De har store, sammensatte blade og store blomster. Blomsterne har bægerblade, kronblade og talrige støvdragere. Frugterne er bælgagtige og frøene er bløde.
| Slægt |

- Pæon (Paeonia)